# Isoperimetri
Isoperimetriska  problem kallas sådana problem, där frågan är att bland alla isoperimetriska figurer bestämma den, som har en viss uppgiven maximi- eller minimiegenskap. Dessa problem löses med tillhjälp av variationskalkylen. 
Med isoperimetriska problemet menas ett speciellt dylikt problem, som Jacques Bernoulli 1697 offentligen framställde till sin broder Jean för att lösas och vilket gav anledning till en ytterst häftig skriftväxling mellan bröderna. I sak var Jacques vida överlägsen brodern, då den senare blott lämnade ett felaktigt resultat (1697), under det den förre framställde både ett riktigt resultat (1700) och sedermera en utförlig och förtjänstfull härledning därav (1701).
Efter Jacques Bernoullis död (1705) offentliggjorde Jean Bernoulli två utförliga lösningar (1706 och 1718), av vilka den förra var felaktig, den senare åter innebar blott en förenkling av broderns metod. Denna strid väckte ett oerhört uppseende långt utom vetenskapsmännens krets. 
Såsom en kuriositet och för att visa, hur uppmärksammad den varit, må nämnas, att i Johan Spencers Betänckiande om allehanda vidunder (översättning till svenska av den bekante läkaren Magnus Gabriel von Block, 1709) "translatorens förespråk" i förbigående innehåller en antydan om densamma. 
Ämnet har blivit utförligt behandlat av Gustaf Eneström
(Framställning af striden om det isoperimetriska problemet. En monografi, i Uppsala universitets årsskrift 1876).
Isoperimetriska produkter kallas någon gång sådana produkter, i vilka faktorernas summa är lika. Så är t. ex. 2, 3 och 4 samt 1, 3 och 5 isoperimetriska produkter, eftersom 2+3+4=1+3+5. 
Läran om isoperimetriska figurer och om isoperimetriska problems lösning kallas stundom isoperimetri.